# 约翰·鲍罗什
约翰·鲍罗什（1940年8月27日—）是一位美国海洋微生物学家，華盛頓大學海洋学和天體生物學教授，知名于对海底熱泉微生物生态学和嗜熱生物细菌和古菌的研究。